# Huang Yizhong
Huang Yizhong (né le 24 août 1981) est un joueur de go professionnel en Chine.

## Biographie
Huang commence à jouer au go à l'âge de 7 ans. À 11 ans, il entre dans une équipe régionale de go. À 13 ans, en 1994, il devient professionnel, et à 14 ans, il entre dans l'équipe nationale jeune. Huang est 7e dan depuis juillet 2008. Sa plus grande victoire pour l'instant est d'avoir remporté le titre Tianyuan en 2002 contre Chang Hao. Cela interrompit 5 années successives de monopole du titre par Chang Hao. L'année suivante, cependant, il perd le titre contre Gu Li, qui l'a ensuite conservé pendant 6 ans.

## Titres
| Titre    | Années |
| -------- | ------ |
| Tianyuan | 2002   |
| Total    | 1      |